# Guerra anglo-francesa (1202–1214)
A guerra anglo-francesa de 1202-1214 foi um confronto militar entre o Reino da Inglaterra e o Reino da França. Foi travada principalmente na Normandia, onde o rei inglês João (alcunhado de Sem-Terra) lutou contra Filipe II da França pelo domínio da região. O fim da guerra veio na decisiva batalha de Bouvines, onde a França derrotou a Inglaterra e seus aliados.
A Normandia, uma vez que sítio de batalha entre Ricardo I e Filipe II, cresceu para ser um dos pontos quentes da guerra, onde o monarca inglês (que era duque da Normandia) tinha que defender seus territórios perto de Paris. Quando João Sem-Terra ascendeu ao trono, ele lutou para expandir o Império Angevino, lançando uma campanha na Normandia entre 1202 e 1204 para rivalizar com Filipe em seu território. João perdeu muito território, estando sua derrota no auge durante a Batalha de Château Gaillard.
O exército anglo-normando retirou-se para o castelo, segurando sua posição. Apesar de todas as suas tentativas de contra-ataque, estendeu-se por anos o cerco. Logo, Filipe ordenou um ataque, resultando na queda do castelo.
Em 1214, quando o papa Inocêncio III formou um aliança contra a França, João ingressou nela. Os aliados encontraram Filipe perto de Bouvines. A batalha de Bouvines viu Filipe ganhar com uma menor quantidade de tropas devido ao uso de lanças. A vitória para a França terminou com a conquista da Flandres e da derrota de qualquer tentativa de João para recuperar seus territórios perdidos.
Este conflito foi um episódio de um longo desentendimento entre a França e a Inglaterra sobre as posses da monarquia inglesa na França, que começou com a ascensão ao trono Henrique de Anjou ao trono inglês em 1154 e seu conflito com Luís VII de França, que terminou com a vitória decisiva de Luís IX de França sobre Henrique III de Inglaterra na Batalha de Taillebourg, em 1242.